# Ухтарка
Ухтарка — річка в Росії, протікає Республікою Комі. Гирло річки розташоване за 30 км по лівому березі від гирла річки Тобисі. Довжина річки становить 39 км.
Система водного об'єкта: Тобис → Ухта → Іжма → Печора → Баренцове море.

## Дані водного реєстру
За даними державного водного реєстру Росії належить до Двінсько-Печорського басейнового округу, водогосподарська ділянка річки — Печора від впадання річки Уса до гідрологічного посту Усть-Цильма, річковий підбасейн річки — Печора нижче впадання Уси. Річковий басейн річки — Печора.
Код об'єкта в державному водному реєстрі — 03050300112103000076585.